# Alejandro Domínguez (dirigente calcistico)
Alejandro Guillermo Domínguez Wilson-Smith (Asunción, 25 gennaio 1972) è un dirigente sportivo paraguaiano, presidente della CONMEBOL, vicepresidente della FIFA e membro del Consiglio FIFA.

## Biografia
Alejandro Domínguez è nato il 25 gennaio 1972, figlio di Osvaldo Domínguez Dibb (un ricco uomo d'affari e amministratore di calcio) e Peggy Wilson – Smith.

## Carriera
Dominguez è stato eletto presidente della CONMEBOL nel gennaio 2016. Era l'unico candidato, dopo che Wilmar Valdez dell'Uruguay si è ritirato.
Dominguez è succeduto al suo amico e collega paraguaiano Juan Ángel Napout, arrestato in Svizzera nel dicembre 2015 ed estradato negli Stati Uniti. Tutti e tre precedenti presidenti CONMEBOL stanno affrontando accuse per corruzione.